# Ił-4
Ił-4, wcześniej: DB-3F (ros. Ил-4, ДБ-3Ф; w kodzie NATO Bob) – dwusilnikowy średni samolot bombowy dalekiego zasięgu produkcji ZSRR z czasów II wojny światowej konstrukcji Siergieja Iljuszyna. Stanowił rozwinięcie bombowca DB-3 i do 1942 roku nosił oznaczenie DB-3F. Produkowany w latach 1939–1945 w liczbie ponad 5 tysięcy sztuk, był podstawowym bombowcem radzieckiego lotnictwa dalekiego zasięgu przez cały okres wojny. Używany też w roli bombowca frontowego oraz w wersji morskiego samolotu torpedowego. Oprócz lotnictwa ZSRR, trzy samoloty służyły w Finlandii.

## Historia powstania

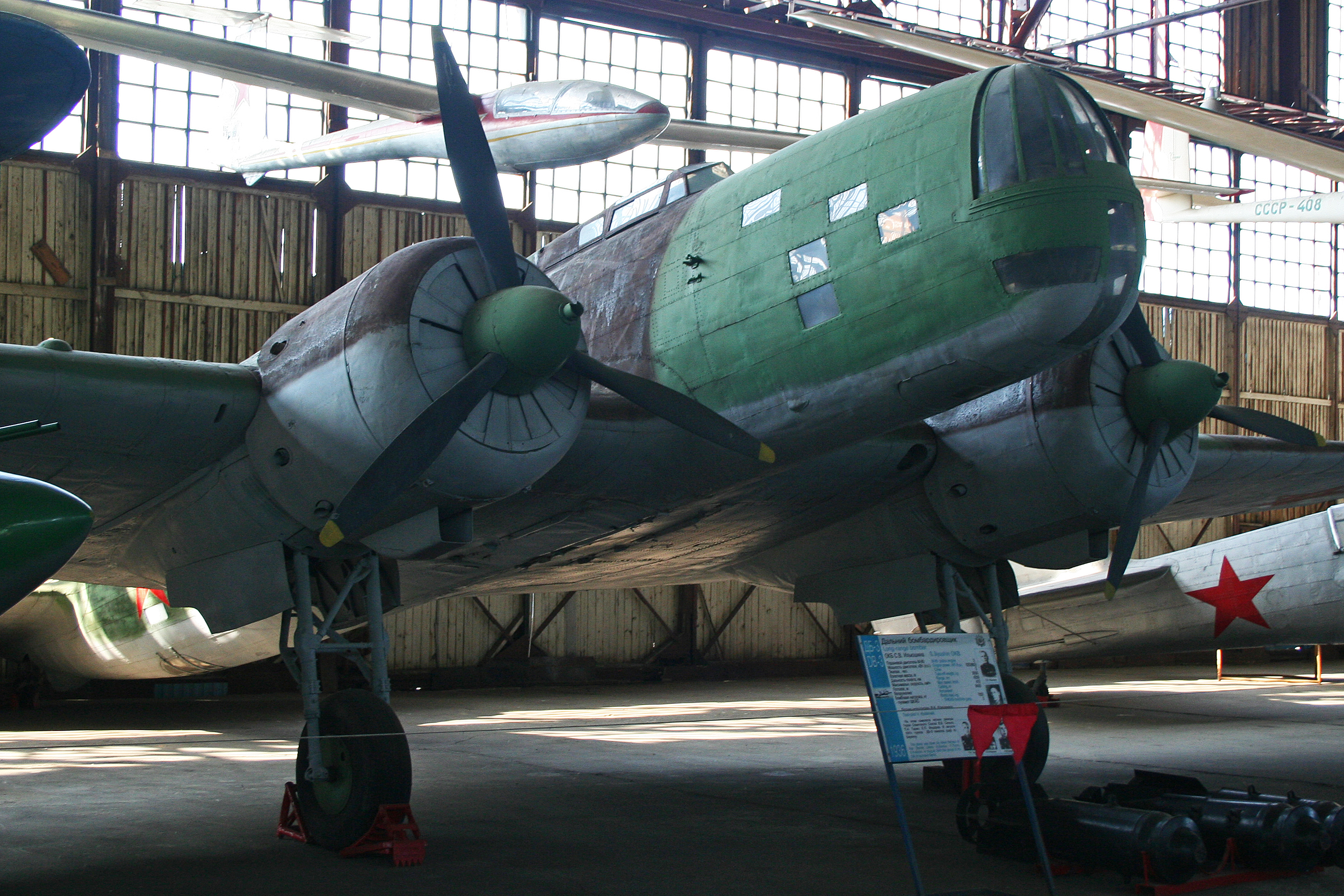
DB-3 w muzeum

Samolot Ił-4, początkowo oznaczany jako DB-3F, był zmodernizowaną wersją rozwojową bombowca dalekiego zasięgu DB-3, skonstruowanego przez Siergieja Iljuszyna w jego biurze projektowym OKB-39. Samolot DB-3 (dalnyj bombardirowszczik – bombowiec dalekiego zasięgu model 3) został skonstruowany i wdrożony do produkcji w 1936 roku, po czym był stopniowo ulepszany, co doprowadziło do powstania wariantu z mocniejszymi silnikami M-87, nieformalnie oznaczanego jako DB-3B. Głównym wymaganiem lotnictwa radzieckiego w zakresie dalszego rozwoju samolotu, sformułowanym pod koniec 1938 roku, było zwiększenie prędkości maksymalnej do 485 km/h przez zastosowanie nowych silników M-88 o mocy 1100 KM. Silniki te opracowywane były w tym czasie w biurze OKB-29 Tumanskiego i były dalszym rozwinięciem licencyjnego francuskiego 14-cylindrowego silnika gwiazdowego Gnome-Rhône 14K, stanowiącego napęd DB-3.

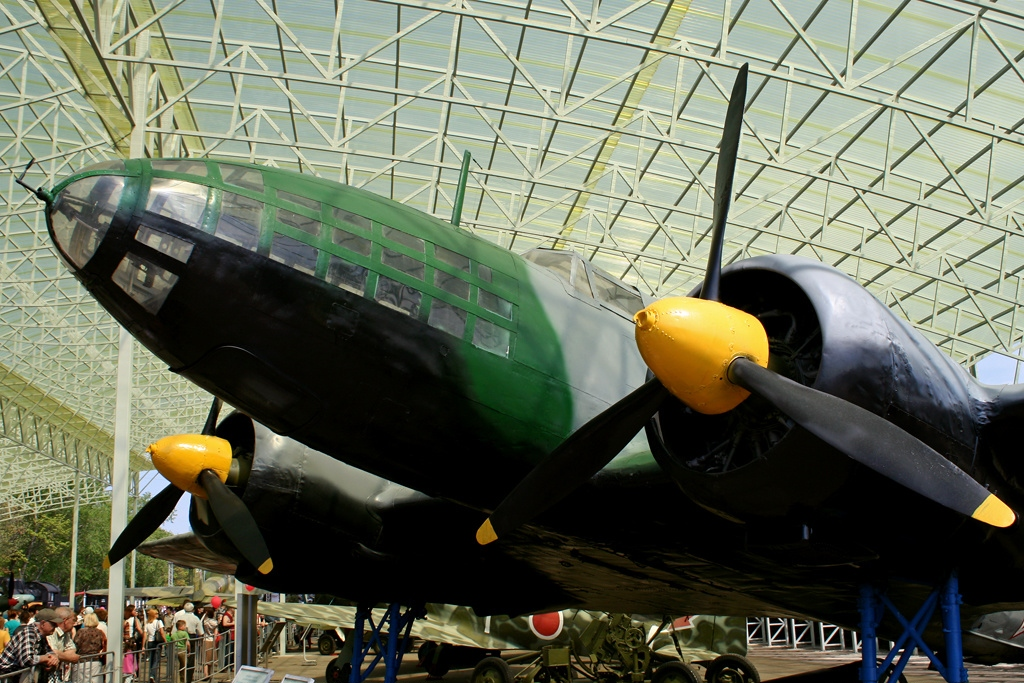
DB-3F (Ił-4) w muzeum – nos kadłuba

Najbardziej widoczną zmianą był nowy, wydłużony o pół metra nos kadłuba DB-3F, z ruchomym stanowiskiem karabinu maszynowego SzKAS, skopiowanym ze stanowiska Ikara stosowanego w niemieckim He 111B, którego egzemplarz został zdobyty podczas wojny domowej w Hiszpanii. Nowa część nosowa była bardziej opływowa i chroniła nawigatora od przeciągów występujących przy starej nieszczelnej wieżyczce, zapewniając zarazem wystarczający kąt ostrzału i lepsze warunki obserwacji. Litera „F” w oznaczeniu pochodziła od fonar (z ros. osłona kabiny). Ulepszono konstrukcję płata, zwiększając jego powierzchnię o 1,1 m² i zmniejszając grubość, przy tym powiększono powierzchnię i kąt wychylenia klap kosztem zmniejszonych lotek. Zbiorniki paliwa, które wcześniej były integralną częścią konstrukcji skrzydeł, co powodowało problemy ze szczelnością, zastąpiono przez półelastyczne blaszane zbiorniki umieszczane w skrzydłach, pokryte wykładziną samouszczelniającą. Uproszczono sposób składania podwozia, które otrzymało powiększone koła z dwustronnymi hamulcami. Całą konstrukcję płatowca przekonstruowano w celu poprawy technologiczności produkcji i wprowadzenia nowocześniejszych jej metod, między innymi stosując otwarte profile i elementy wytłaczane w miejsce rur. Wykorzystano przy tym doświadczenia z wdrożenia do produkcji samolotu komunikacyjnego Li-2 na licencji amerykańskiej. W efekcie, pracochłonność wykonania samolotu zmniejszyła się o ponad połowę, z 30 301 do 14 331 roboczogodzin. Zastosowano nowe bardziej opływowe okapotowanie silników z indywidualnym oprofilowaniem wystających części cylindrów (typu F) i śmigła o większej średnicy (3,4 m zamiast 3,25 m). Łatwiejsze stało się przeprowadzanie obsługi technicznej silników w warunkach polowych, a dzięki nowym zbiornikom czas tankowania paliwem zmniejszył się trzykrotnie. Samolot wykazywał lepsze charakterystyki startu i lądowania, jednak z drugiej strony przesunięcie środka ciężkości w tył pogorszyło i tak słabą stateczność podłużną i własności pilotażowe DB-3, przez co dłuższy pilotaż był męczący. Stateczność kursowa natomiast była dobra.
Prototyp zmodernizowanego samolotu z silnikami M-88, oznaczony CKB-30F, oblatano 21 maja 1939 (pilot Władimir Kokkinaki). Nowe silniki były jednak jeszcze niedopracowane i przegrzewały się, dlatego do prób państwowych, prowadzonych między 31 sierpnia a 18 września 1939 roku, skierowano przejściowy wariant samolotu z dotychczasowymi silnikami M-87B i śmigłami, stosowanymi w późnych seriach DB-3B. Osiągnął on na próbach prędkość 445 km/h – tylko o 6 km/h większą niż DB-3B. Zbiegło się to w czasie z wybuchem wojny w Europie i inwazją ZSRR na Polskę. Nie czekając na pozytywne ukończenie prób i dopracowanie konstrukcji, lotnictwo wojskowe zaakceptowało w październiku tę wersję, z uwagi na znaczny niedobór bombowców dalekiego zasięgu. Pierwotnie wymagania zakładały rezygnację z dolnego stanowiska strzeleckiego i pozostawienie tylko pojedynczych karabinów maszynowych z przodu i w wieżyczce grzbietowej, przy załodze trzyosobowej, lecz lotnictwo ponownie zażądało instalacji dolnego karabinu maszynowego, co wprowadzono w trakcie produkcji na początku 1940 roku. Do jego obsługi doszedł później czwarty członek załogi.

## Produkcja i rozwój

### Początek produkcji i wczesne serie: 1939–1940

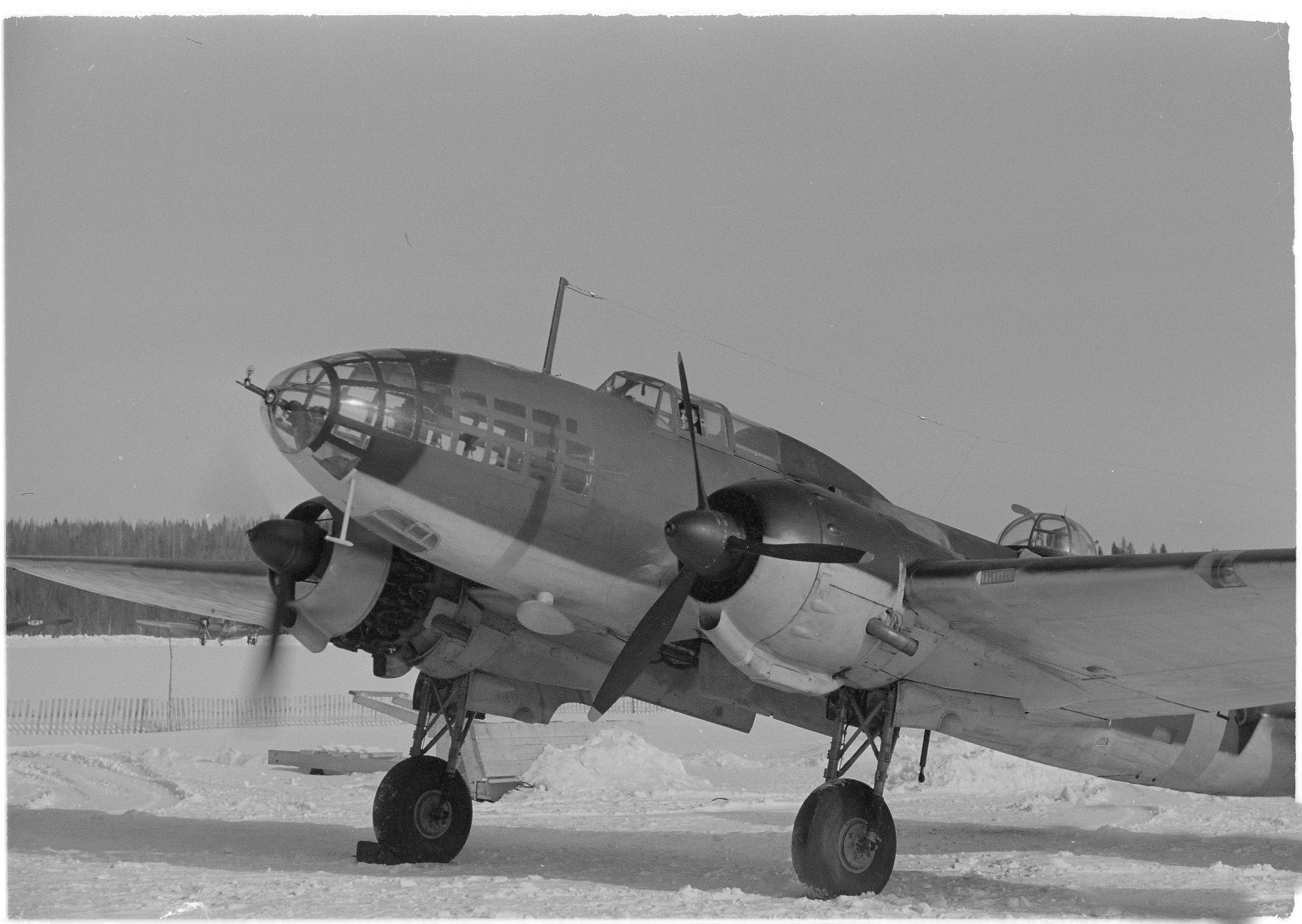
DB-3F lotnictwa Finlandii. Widoczne wczesne osłony silników typu F.

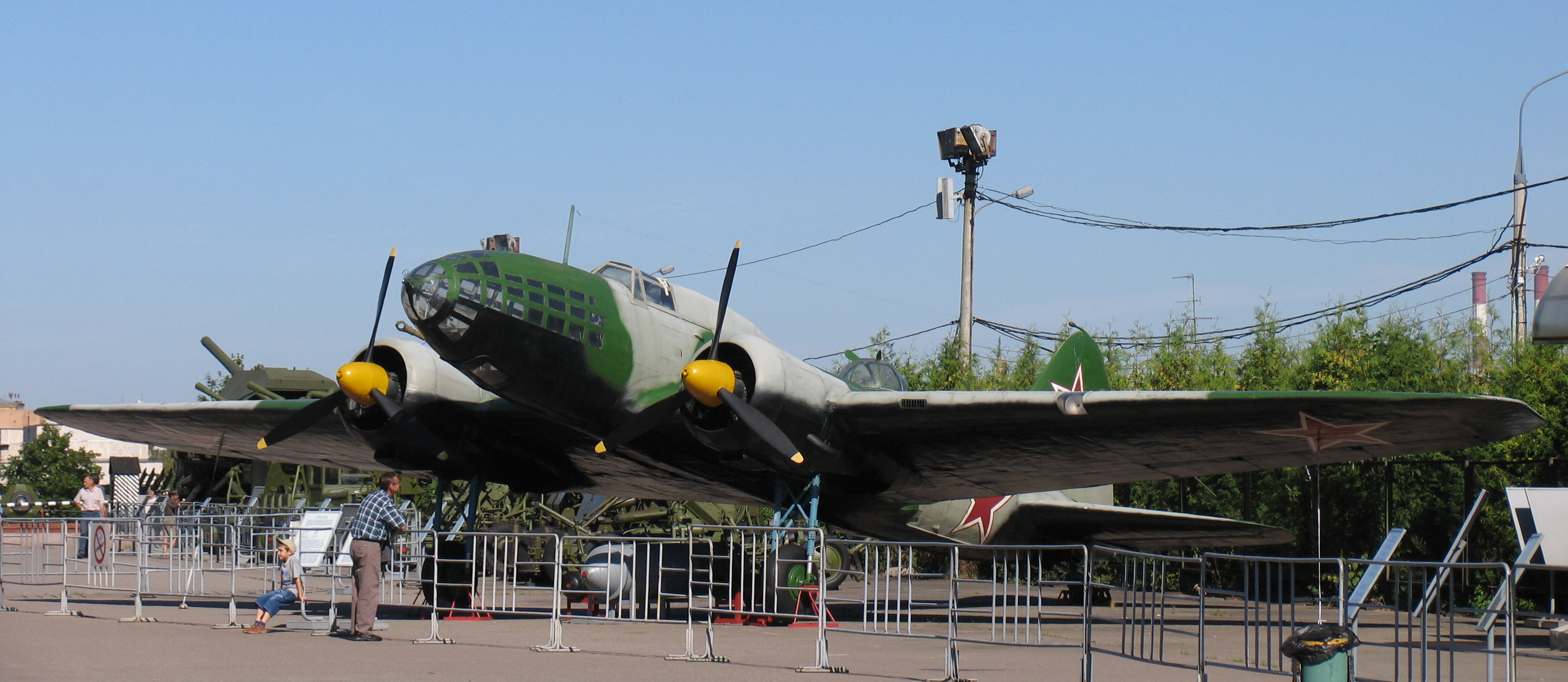
Ił-4 na wystawie w Moskwie

Pierwsze samoloty wyprodukowano już jesienią 1939 roku, przy tym wytwarzano je zarówno z silnikami M-87B, jak i nielicznymi M-88. Początkowo nowy samolot był także oznaczany w dokumentach jako DB-3M, lecz wojsko odbierało je pod przewidzianym pierwotnie oznaczeniem DB-3F, które od połowy 1940 roku stało się jedynym stosowanym oznaczeniem dla samolotu. Produkowano je w dotychczasowych miejscach produkcji DB-3: Moskwie (zakład nr 39) i Woroneżu (zakład nr 18), a od wiosny 1941 roku także w Komsomolsku (zakład 126), gdzie dłużej pozostał w produkcji poprzedni model. Z uwagi na przyspieszony proces projektowy, samoloty początkowej produkcji jednak były niedopracowane i miały usterki, a lotnictwo wstrzymywało się z odbiorem dużej ich części. Wprowadzano na nich liczne poprawki, między innymi wzmocniono zbyt słabe podwozie.
Pierwsze samoloty lotnictwo odebrało w lutym 1940 roku. W grudniu 1939 oraz kwietniu 1940 roku samolot z silnikami M-88 ponownie podchodził do prób państwowych, lecz ich nie przeszedł. Za drugim razem osiągnięto prędkość maksymalną jedynie 425 km/h, mimo to Komitet Obrony 14 maja nakazał odbierać samoloty z takimi osiągami, niższymi od pierwotnie wymaganych. W tym czasie opracowano nowe okapotowanie silników o większej średnicy (typu B), bardziej podobne do stosowanego wcześniej w DB-3, poprawiające chłodzenie silników. Umieszczono też chłodnice oleju w skrzydle w miejsce wysuniętych przed krawędź natarcia, co zmniejszyło opory i zwiększyło nieznacznie prędkość.

### Dopracowanie konstrukcji: połowa 1940–1941
Między czerwcem a wrześniem 1940 roku wdrożono stopniowo do produkcji samoloty z nową górną wieżyczką MW-3 zamiast SU i dolnym stanowiskiem strzeleckim MW-2 zamiast UŁU. Wieżyczka MW-3, mimo bardziej wystającej „bulwiastej” formy, stawiała mniejszy opór aerodynamiczny i zapewniała lepszą widoczność, komfort i pole ostrzału, a jej górna część otwierała się, tworząc luk awaryjny. Również dolne stanowisko było wygodniejsze w użyciu i pozwalało na ostrzał także w kierunku do tyłu. Wprowadzono również w tym roku opancerzone oparcie siedzenia pilota. Mniejsza część samolotów otrzymywała dodatkowe wyposażenie w postaci radiopółkompasu RPK-2 do lotów nocnych, autopilota lub aparatu fotograficznego AFA-B do celów rozpoznawczych. W 1940 roku wyprodukowano ogółem 1106 samolotów, zdecydowaną większość z silnikami M-87B. Od listopada tego roku wreszcie wprowadzono dopracowane pierwotnie zakładane silniki w wersji M-88B. Wersja z silnikami M-88 miała jednak zasięg maksymalny mniejszy o około 500 km z uwagi na większe zużycie paliwa.
Do połowy 1941 roku konstrukcja została już w znacznym stopniu dopracowana. Zdawano sobie jednak sprawę z tego, że DB-3F wyczerpał potencjał rozwoju, a nadzieje na przyrost osiągów nie sprawdziły się, między innymi z powodu wzrostu masy, ze zwiększanym wyposażeniem. Miały zastąpić go bombowce Jer-2 i DB-4, jednak ich rozwój się przeciągał, a DB-4 Iljuszyna nie został w ogóle doprowadzony do stadium prób państwowych, wobec tego DB-3F pozostał w masowej produkcji. Po ataku Niemiec na ZSRR i ewakuacji przemysłu na wschód produkcja DB-3F stała się utrudniona. Jeszcze wiosną zaprzestano ich produkcji w Woroneżu, a w listopadzie w atakowanej Moskwie. Wytwarzał je nadal tylko zakład nr 126 w Komsomolsku nad Amurem, lecz od października do grudnia 1941 roku borykał się z brakami dostaw silników i dopiero wiosną 1942 roku produkcja się ustabilizowała.

### Zmiana oznaczenia i modyfikacje produkcyjne: 1942–1945
Dopiero 26 marca 1942 samolot DB-3F otrzymał oznaczenie według nowego systemu oznaczeń samolotów radzieckich od skrótu nazwiska konstruktora: Ił-4. W połowie 1942 roku jego produkcję uruchomiono także w zakładzie nr 23 zorganizowanym w Moskwie, a od jesieni ponownie w zakładzie nr 39, ewakuowanym do Irkucka. Pod koniec 1942 wprowadzono w zakładzie nr 23 nos kadłuba, stożek ogonowy i podłogę kabiny pilota o drewnianej konstrukcji, co pozwalało zaoszczędzić aluminium, lecz zwiększało masę i pogarszało wytrzymałość tych elementów samolotu.
W trakcie produkcji zastosowano uzbrojenie obronne o większym kalibrze w celu zwiększenia siły ognia. Wieżyczka MW-3 z karabinem maszynowym SzKAS kal. 7,62 mm była od wiosny 1942 roku zastępowana przez zmodyfikowaną wieżę UTK-1 z karabinem maszynowym UBT kalibru 12,7 mm. Już wcześniej karabin ten bywał montowany prowizorycznie w jednostkach w starej wieży. Montowano też czasem w jednostkach taki karabin maszynowy w dolnym stanowisku, chociaż Iljuszyn był przeciwny takiej modyfikacji seryjnej z uwagi na dalsze przesunięcie środka ciężkości w tył.
W celu polepszenia stateczności wzdłużnej i własności pilotażowych wprowadzono zewnętrzne części skrzydeł o większym skosie krawędzi natarcia. W październiku 1942 roku opracowano takie skrzydła o mieszanej drewniano-metalowej konstrukcji, które jednak otrzymała mała seria samolotów. Dzięki powiększeniu zbiorników paliwa, zasięg z tymi skrzydłami wzrósł do 4365 km, a masa startowa do 12 130 kg, lecz prędkość maksymalna spadła do 404 km/h i pogorszyła się odporność na uszkodzenia. Od połowy 1943 roku produkowano natomiast seryjnie samoloty z zewnętrznymi częściami skrzydeł z większym skosem (ros. kryło so striełkoj), o metalowej konstrukcji krytej sklejką. Wprowadzono też wtedy tłumiki płomienia GAM-9 na rurach wydechowych oraz dalsze ulepszone wyposażenie. Pod koniec 1943 roku zaczęto stosować mocniejsze silniki M-88F o mocy 1250 KM, które powodowały wzrost prędkości o 15 km/h, lecz wyprodukowano ich niewielką liczbę (według innych publikacji były to M-88W). Po opanowaniu konstrukcji, produkcja jednego Ił-4 wymagała 12,5 tysiąca roboczogodzin (mniej, niż Pe-2). W 1942 roku wyprodukowano 858 Ił-4, a w 1943 roku – 1568. Produkcja następnie malała, na korzyść m.in. dopracowanego wariantu bombowca Jer-2. W 1944 roku powstało 706 samolotów, a w 1945 roku – 385, już tylko w zakładzie 126. Jeszcze w 1946 roku lotnictwo odebrało ostatnie 4 samoloty.
Ił-4 został wytworzony w liczbie 5256 egzemplarzy. Był ważnym samolotem radzieckiego lotnictwa bombowego, stanowiącym podstawowy komponent lotnictwa dalekiego zasięgu i pozostającym w produkcji oraz pierwszej linii przez cały okres II wojny światowej. Zdaniem niektórych autorów, był jedynym radzieckim samolotem bojowym przyjętym na uzbrojenie w połowie lat 30. (pierwotny DB-3) i eksploatowanym do końca wojny.
Ił-4 był generalnie porównywalny z innymi bombowcami światowymi tej kategorii przełomu lat 30. i 40., mając lepsze niektóre parametry od części z nich, np. nieco większą prędkość, pułap i zasięg maksymalny niż podobny niemiecki He 111H. Słabszą stroną Ił-4 było w porównaniu z nim uzbrojenie obronne, warunki pracy pilota, jakość wyposażenia i łatwość obsługi polowej.

## Służba

### Lotnictwo dalekiego zasięgu

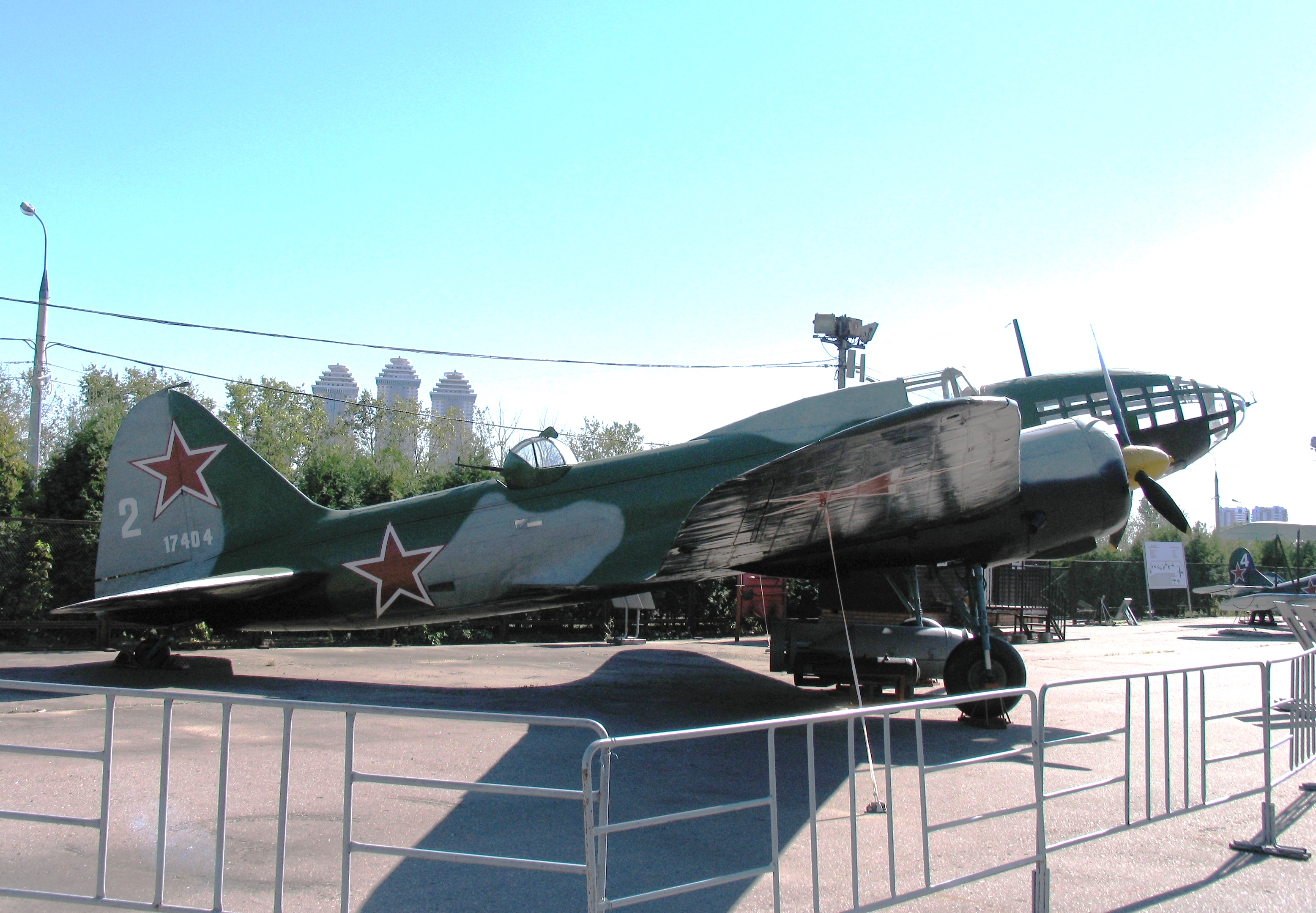
Ił-4 na wystawie w Moskwie

Pierwsze Ił-4, jeszcze pod oznaczeniem DB-3F, weszły do służby w Wojskowych Siłach Powietrznych Armii Czerwonej (WWS RKKA) od marca 1940 roku, a w większej liczbie od maja-czerwca. W chwili wybuchu wojny z Niemcami DB-3 i DB-3F stanowiły około 85% lotnictwa dalekiego zasięgu, mającego ogółem 1789 samolotów. W zachodnich nadgranicznych okręgach wojskowych DB-3F stanowiły około połowy z 1122 samolotów obu wersji. Pułki tych bombowców były zorganizowane w dywizje bombowe dalekiego zasięgu, z których większość była zgrupowana w pięciu korpusach (po dwie dywizje), w tym czterech w części europejskiej.
Samoloty lotnictwa dalekiego zasięgu uniknęły zniszczenia bezpośrednio po ataku Niemiec na ZSRR 22 czerwca 1941, bazując na dalej położonych lotniskach, lecz ponosiły duże straty od myśliwców w ciągu kolejnych dni, wykonując misje głównie w dzień bez eskorty. Już w dniach 22–23 czerwca wykonywały naloty na tyły wojsk niemieckich i miasta na terenie Prus Wschodnich (głównie Königsberg), oraz okupowanej Polski (m.in. na Warszawę). Od kolejnych dni używane były też niezgodnie z przeznaczeniem do ataków szturmowych na kolumny zmotoryzowane przerywające front, z wysokości rzędu 400 m, ponosząc znaczne straty od ognia z ziemi. Używane były przy tym bomby i zasobniki z mieszaniną zapalającą. Samego 26 czerwca w nalotach szturmowych stracono 43 samoloty. Od 28 czerwca intensywnie bombardowano przeprawy na Berezynie, lecz ataki były nieskoordynowane i mało skuteczne, przy dużych stratach. Pod koniec lipca na kierunku zachodnim pozostało 75 sprawnych DB-3/3F. Ściągano jednak na front także jednostki z tyłowych okręgów wojskowych. W kolejnych miesiącach służyły głównie jako bombowce frontowe, przeciwko celom na bliskich tyłach nieprzyjaciela. Wykonywano też nocne naloty, między innymi na lotniska. W sierpniu samoloty DB-3F lotnictwa dalekiego zasięgu dołączyły do DB-3 lotnictwa morskiego prowadzących istotne propagandowo nocne naloty na Berlin z wyspy Sarema. W ciągu czterech nocy na 12, 16, 19 i 21 sierpnia 1941 cel osiągnęło łącznie 19 armijnych samolotów z 27 startujących, zabierając na ogół po 600 kg bomb i tracąc trzy samoloty. W razie potrzeby samoloty DB-3 służyły też jako nocne samoloty rozpoznawcze lub transportowe. Sporadycznie były używane do zaopatrywania partyzantów i dostarczania im sprzętu, łącznie z armatami przeciwpancernymi 45 mm i motocyklami z wózkiem, podwieszanymi na platformie z owiewką aerodynamiczną pod kadłubem. Przez drugie półrocze 1941 roku utracono 1150 DB-3 (prawdopodobnie obu wersji), a nowych DB-3F przybyło jedynie 170. 22 grudnia 1941 na froncie były tylko 182 samoloty DB-3/3F.

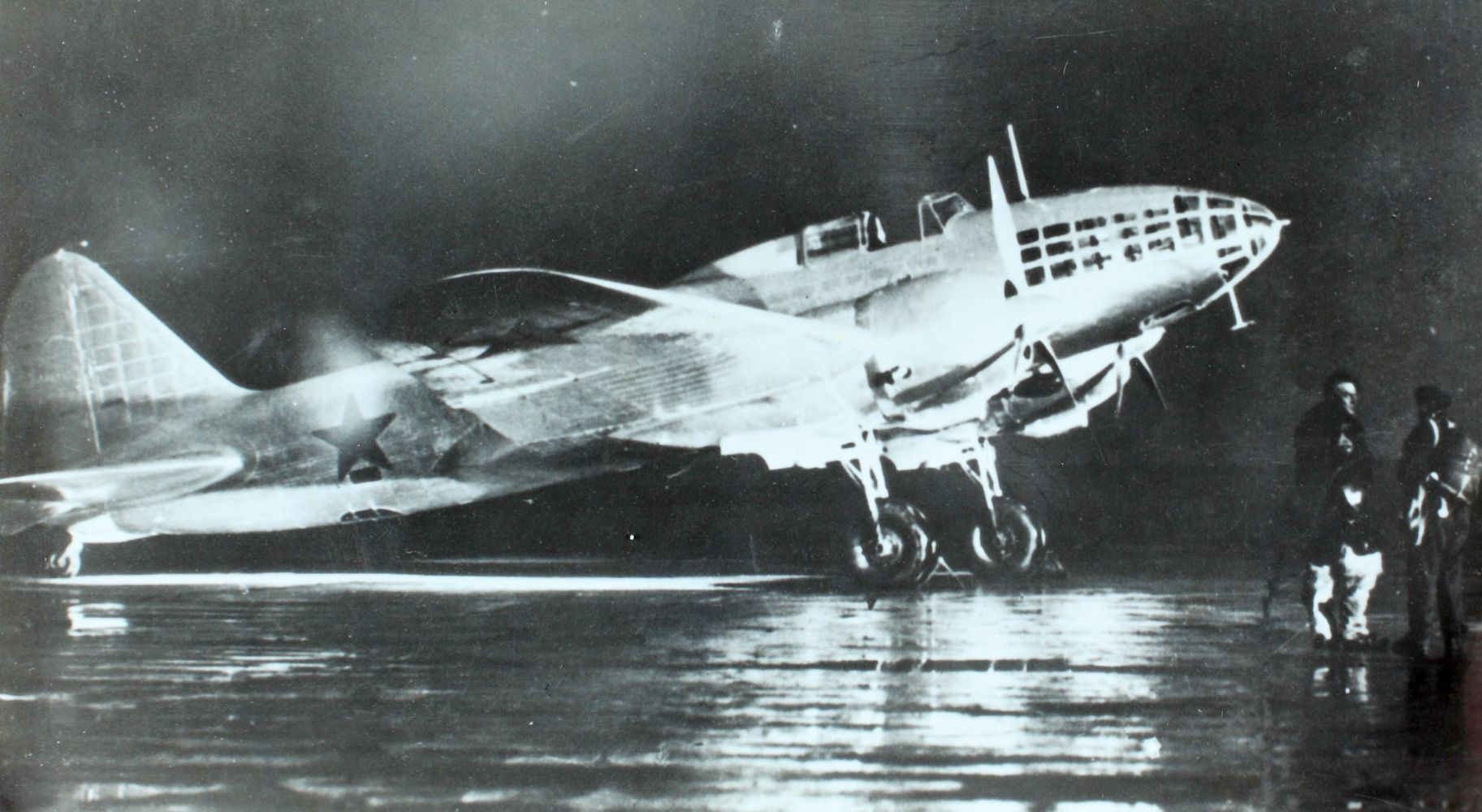
Nocne zdjęcie Ił-4 na lotnisku

5 marca 1942 z Wojskowych Sił Powietrznych zostało wyodrębnione Lotnictwo Dalekiego Zasięgu (ros. Awiacyja dalnego diejstwija – ADD), podporządkowane bezpośrednio naczelnemu dowództwu, które 1 maja miało 319 Ił-4, stanowiących ponad 90% jego stanu. Część samolotów pozostała nadal w pułkach bombowych lub rozpoznawczych sił powietrznych. Latem tego roku w związku z natarciem niemieckim w kierunku Stalingradu, bombardowania taktyczne na bliskich odległościach w wykonaniu bombowców dalekiego zasięgu znowu uległy zintensyfikowaniu. Od kwietnia zaczęto też samoloty przystosowywać do przenoszenia podwieszanych zbiorników paliwa (2 × 325 l) i od lipca ponownie rozpoczęto nocne naloty na dalsze ośrodki, jak Königsberg, Gdańsk, Berlin (26 sierpnia), Bukareszt i Ploesti (wrzesień 1942). Istotnym zadaniem pod koniec 1942 roku stało się bombardowanie lotnisk używanych przez niemieckie wojska okrążone pod Stalingradem – ogółem w operacji stalingradzkiej użyto 480 Ił-4. W 1942 roku do lotnictwa dalekiego zasięgu trafiło 399 nowych Ił-4, a w 1943 roku – 1198. Ił-4 nadal pozostawał podstawowym bombowcem dalekiego zasięgu – Jer-2 i Pe-8 były nieliczne, a dopiero od końca 1942 roku zaczęły przybywać także amerykańskie B-25. W 1943 roku samoloty Ił-4 używane były w dużej liczbie m.in. w bitwie na łuku kurskim i pod Leningradem, a także do nalotów na niemieckie miasta, głównie w Prusach Wschodnich.
W 1944 roku do lotnictwa dalekiego zasięgu trafiło jeszcze 691 nowych Ił-4, chociaż nie formowano już z nich nowych pułków. Rok ten stanowił apogeum działań lotnictwa dalekiego zasięgu, którego trzon nadal stanowiły Ił-4. Zrzucano więcej bomb i wprowadzano w praktyce masowe naloty, jak na Helsinki w lutym i Tallin w marcu 1944 roku. Głównie używano ich jednak do taktycznego wsparcia ofensyw radzieckich, także jako bombowców dziennych po uzyskaniu panowania w powietrzu. 6 grudnia 1944 Lotnictwo Dalekiego Zasięgu zostało przemianowane na 18. Armię Powietrzną. W maju 1945 roku, po zakończeniu wojny w Europie, na Ił-4 latało 28 z jej 73 pułków, a był on drugim co liczebności jej typem samolotu z 533 sztukami, po bombowej wersji transportowego Li-2. Od 8 sierpnia 1945 samoloty Ił-4 rozpoczęły działania także przeciwko wojskom japońskim w Chinach i Korei.
W braku bezpośrednich następców, Ił-4 kontynuowały w mniejszej liczbie służbę po II wojnie światowej. Aż do początku lat 50. pozostawały najliczniejszym typem samolotu lotnictwa dalekiego zasięgu i dopiero od 1951 roku zostały szybko zastąpione przez Tu-4. Samolot otrzymał wówczas nazwę kodową NATO: Bob.

### Lotnictwo morskie

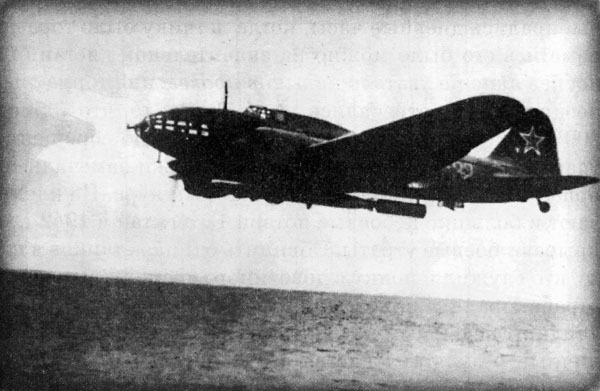
Ił-4 Floty Bałtyckiej z torpedą, 1942

Samoloty te używane były też w radzieckim lotnictwie morskim bazowania lądowego wszystkich flot (Bałtyckiej, Czarnomorskiej, Oceanu Spokojnego i od 1941 roku, Północnej). W kwietniu 1940 posiadało ono 88 DB-3F, obok 133 DB-3, w kwietniu 1941 – 243 samoloty obu typów. Oprócz bomb mogły przenosić torpedy lub miny morskie pod kadłubem, aczkolwiek początkowo jako samoloty torpedowe służyły głównie starsze DB-3T. Spotyka się także oznaczenie torpedowej modyfikacji Ił-4 jako Ił-4T.
Po ataku niemieckim, morskie DB-3F w początkowym okresie II wojny światowej były używane głównie do atakowania wojsk na lądzie oraz do minowania. Samoloty Floty Czarnomorskiej dokonywały też nalotów na cele w Rumunii. 1 Pułk Minowo-Torpedowy (1. MTAP) Floty Bałtyckiej rozpoczął 7 sierpnia 1941 jako pierwszy radzieckie naloty na Berlin z wyspy Sarema, lecz używano do nich starszych bombowców DB-3B z uwagi na ich większy zasięg. Podczas wojny z Niemcami otrzymało ono 176 specjalnie zbudowanych DB-3F/Ił-4 oraz 114 przekazanych przez siły powietrzne, z których 70 dostosowano do przenoszenia torped. Do końca 1942 nowe Ił-4 praktycznie wyparły DB-3B/DB-3T z lotnictwa morskiego walczącego na zachodzie ZSRR. Od końca tego roku także jednak zaczęły się dostawy amerykańskich A-20 Boston, które miały lepsze osiągi i w roli samolotów torpedowych w znacznej części zastąpiły Ił-4. W styczniu 1944 roku na zachodzie ZSRR znajdowało się 58 morskich DB-3 i Ił-4 (w tym trzy stare DB-3 na Bałtyku) i 55 A-20. W 1945 roku samoloty Floty Oceanu Spokojnego (25 Ił-4 i 68 starszych DB-3T) wzięły udział w działaniach przeciwko Japonii. Ił-4 był najliczniejszym radzieckim samolotem torpedowym okresu wojny. Od 1947 roku zostały częściowo wyparte przez Tu-2T, lecz ostatecznie pozostały w służbie aż do zastąpienia przez odrzutowe Tu-14 i Ił-28 w latach 1951–1952.

### Inne państwa

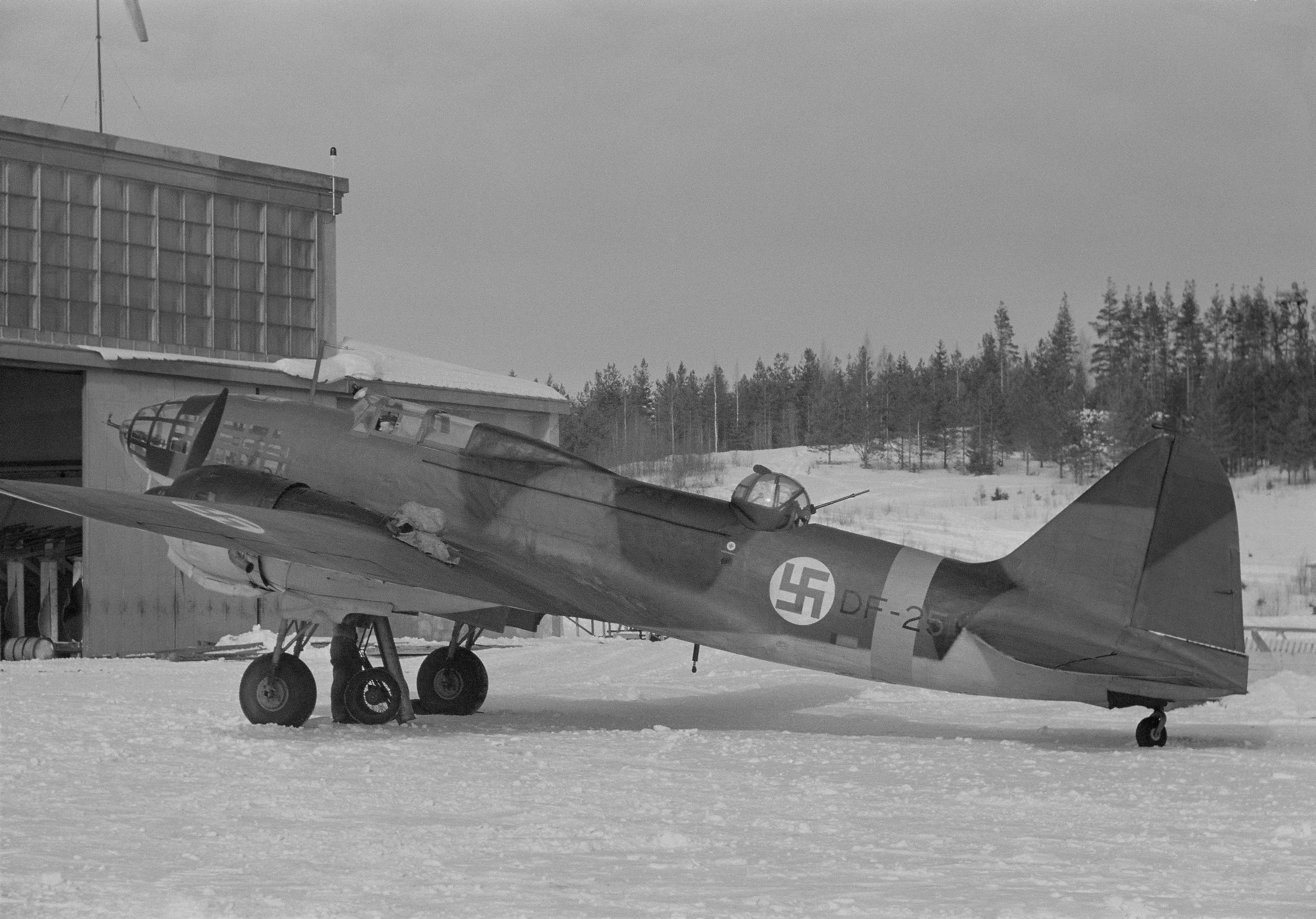
DB-3F lotnictwa Finlandii, kwiecień 1944

Oprócz lotnictwa radzieckiego, samolotów DB-3F/Ił-4 bojowo używała tylko Finlandia. Pewna liczba samolotów została zdobyta przez Niemcy na lotniskach w początkowym okresie wojny, lecz nie była używana poza badaniami w locie. Cztery samoloty natomiast Niemcy sprzedały 4 października 1942 Finlandii – otrzymały one numery DF-22 do 25. DF-22 został rozbity podczas przelotu z powodu awarii silnika, lecz pozostałe trzy po remoncie weszły między czerwcem a wrześniem 1943 roku do służby w eskadrze LeLv 48, dołączając do trzech DB-3. Pod koniec tego roku przekazano je eskadrze LeLv 46. Używane były przeciwko wojskom radzieckim, między innymi w nalotach na lotniska, a także przeciw żegludze. Po wypowiedzeniu wojny Niemcom, dwa ocalałe fińskie DB-3F (DF-23 i 25) odbyły jeszcze począwszy od 2 października 1944 roku 9 lotów bojowych przeciw Niemcom. Służyły do początku 1945 roku.

## Wersje
- CKB-30F – prototyp
- DB-3M / DB-3F / Ił-4 – samolot produkcji seryjnej, napędzany silnikami M-87B lub M-88, z dalszymi modyfikacjami wprowadzanymi w trakcie produkcji (DB-3M – wczesne rzadko stosowane oznaczenie, DB-3F – oznaczenie do 1942 roku, Ił-4 – oznaczenie od 1942 roku).
- DB-3FD – projekt z drewnianym kadłubem z lat 1938–1939[4]. Zbudowano prototyp i pięć samolotów serii próbnej w 1941 roku, prace nad nim zakończono w 1942[28].
- Ił-4T – spotykane oznaczenie torpedowej modyfikacji Ił-4, produkowany seryjnie[43].
- Ił-4TK – prototyp wersji wysokościowej z kabiną ciśnieniową z 1943 roku[49].

## Opis techniczny

### Konstrukcja
Dwusilnikowy wolnonośny dolnopłat o klasycznym układzie aerodynamicznym, z silnikami na skrzydłach, konstrukcji metalowej (lub przeważająco metalowej). Załoga czteroosobowa: pilot (dowódca), nawigator (bombardier), strzelec – radiotelegrafista i drugi strzelec. We wczesnych samolotach załoga trzyosobowa bez drugiego strzelca. Kadłub podzielony technologicznie na część nosową, środkową, ogonową i stożek ogonowy. W przeszklonej części nosowej znajdowała się kabina nawigatora, z lukiem wejściowym w dolnej części i przeszklonym lukiem awaryjnym w górnej części. W środkowej części znajdowała się podwyższona kabina pilota i za nią wysoka komora bombowa, a w części ogonowej przedział strzelców z wieżą grzbietową i dolnym lukiem strzeleckim. Fotel pilota miał od 1940 roku opancerzone oparcie – początkowo 6 mm, następnie 8,5 mm. Nawigator miał w swojej kabinie zapasowe przyrządy do sterowania samolotem, w tym doczepiany drążek sterowy.
Skrzydła dwudźwigarowe, konstrukcji całkowicie metalowej z pokryciem metalowym, podzielone na centropłat połączony z kadłubem, sekcje środkowe z gondolami silników i konsole zewnętrzne. Profil skrzydła Clark Y15. W późnych seriach konsole zewnętrzne z pokryciem płóciennym, o większym skosie krawędzi natarcia. W małej serii konsole zewnętrzne konstrukcji mieszanej drewniano-metalowej o profilu NACA 230. Skrzydło wyposażone w klapy i lotki. W późnych seriach instalacja przeciwoblodzeniowa. Usterzenie klasyczne, z pojedynczym statecznikiem pionowym, konstrukcji metalowej; powierzchnie sterowe kryte płótnem.
Podwozie klasyczne, z pojedynczymi kołami głównymi chowanymi w locie do tyłu do gondoli silników oraz kółkiem ogonowym. Koła o rozmiarach 1000×350 mm. Od końca 1940 roku wprowadzono także chowane kółko ogonowe. Kółko ogonowe miało rozmiar 400×150 mm, a od końca 1942 roku 470×210 mm.

### Napęd i osiągi
Napęd stanowiły dwa 14-cylindrowe silniki gwiazdowe w układzie podwójnej gwiazdy M-87B o mocy 950 KM, M-88B o mocy startowej 1100 KM lub M-88W o mocy 1250 KM.
Śmigła trójłopatowe WISz-3 o średnicy 3,25 m (silnik M-87B) lub WISz-23T o średnicy 3,4 m (silnik M-88). W ostatnich seriach śmigła AW-7FE-158A.
Zbiorniki paliwa: sześć w skrzydłach, o pojemności 3855 l, pokryte wykładziną samouszczelniającą i wyposażone w system wypełniania ich niepalnymi gazami.
Prędkość maksymalna osiągnięta przez prototyp z silnikami M-87B na próbach państwowych wynosiła 445 km/h z ładunkiem 1000 kg bomb na wysokości 5400 m i 354 km/h nad ziemią. Prędkość maksymalna samolotów seryjnych na późniejszych badaniach była jednak niższa, wahając się w zależności od serii i masy w przedziale między 405 a 428 km/h, na wysokościach z przedziału 4900–6400 m. Podczas prób państwowych samolotu z wczesnymi silnikami M-88 w 1940 roku w konfiguracji seryjnej osiągnięto prędkość 425 km/h na 6500 m i 362 km/h nad ziemią, prędkość przelotowa wynosiła 380 km/h, a pozwalająca uzyskać największy zasięg – 340 km/h. Zewnętrzne podwieszenie trzech bomb 500 kg zmniejszało prędkość o 14–16 km/h.
Maksymalny zasięg na próbach wynosił 3300 km z silnikami M-88 i 3800 km z M-87B. Samoloty w służbie uzyskiwały maksymalny pułap praktyczny w przedziale 8300–10 050 m, w zależności od serii.

### Uzbrojenie

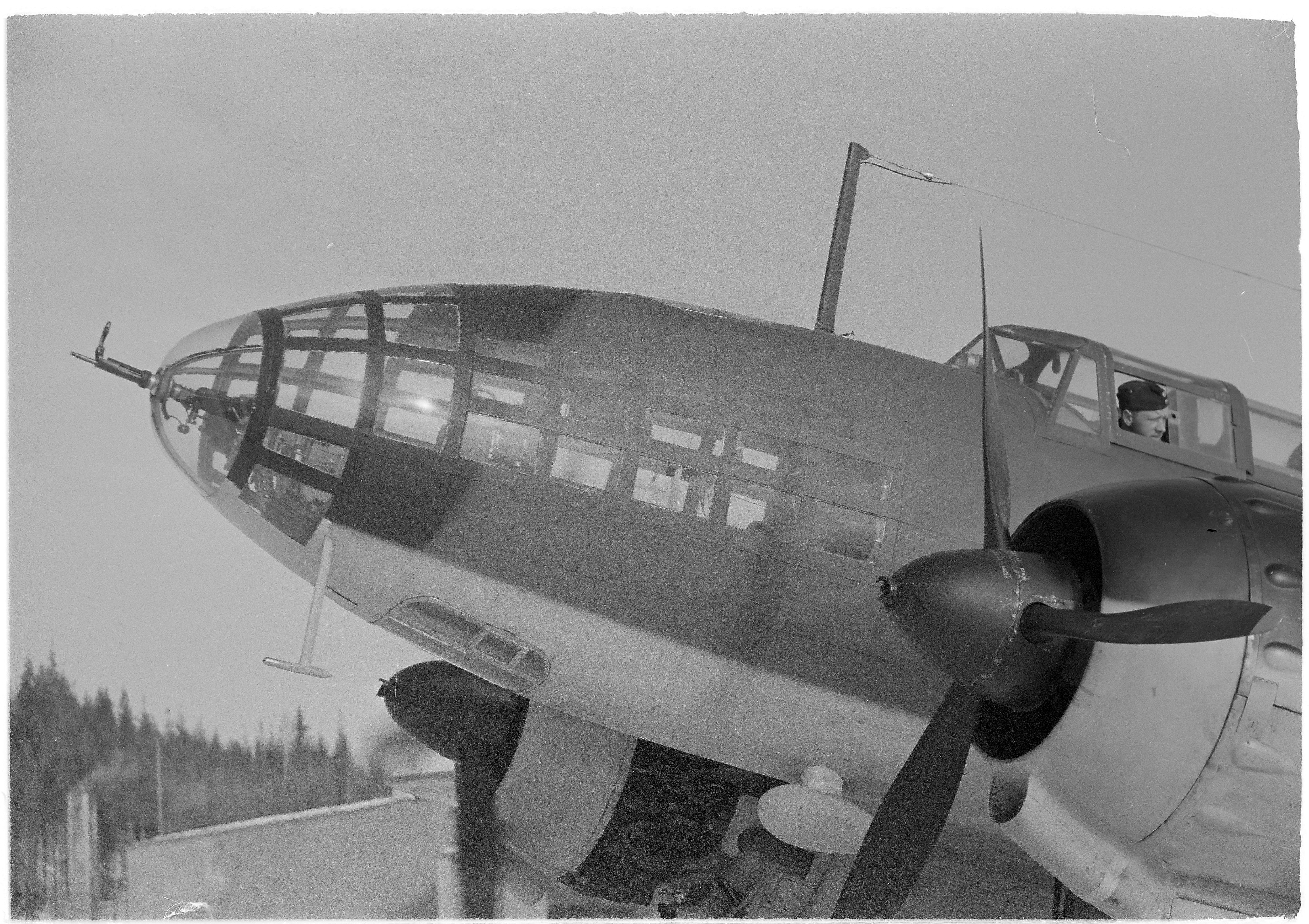
Zbliżenie na kabinę nawigatora z km SzKAS DB-3F lotnictwa Finlandii

Uzbrojenie obronne stanowiły początkowo trzy karabiny maszynowe kalibru 7,62 mm SzKAS. Nosowy karabin maszynowy zamontowany był w ruchomym stanowisku z kątem ostrzału 60° w pionie i 65° w poziomie. Górna wieżyczka MW-3 zapewniała dookolny ostrzał górnej półsfery w zakresie 350° (z wyłączeniem steru kierunku), a także w pewnym zakresie ostrzał w dół na boki. Od wiosny 1942 roku wieżyczka górna była zastępowana, także na wyprodukowanych samolotach, przez wieżę UTK-1 z wielkokalibrowym karabinem maszynowym UBT kalibru 12,7 mm z zapasem 200 nabojów. Dolny wysuwany karabin maszynowy SzKAS w stanowisku MW-2, zakrywanym dwoma przeszklonymi klapami, pozwalał na ostrzał dolnej tylnej ćwiartki. Przy wysunięciu stanowiska klapy otwierały się automatycznie, a strzelec dysponował celownikiem peryskopowym. Niektóre samoloty były uzbrajane w jednostkach w wkm UBT kalibru 12,7 mm także w stanowisku dolnym. W najwcześniejszych samolotach do 1940 roku stosowane były inne starsze typy stanowisk górnego i dolnego z km-ami SzKAS (opisane w tekście głównym); w nielicznych samolotach pierwszej produkcji nie było stanowiska dolnego. Od lipca 1942 niektóre samoloty otrzymywały wyrzutnię granatów DAG-10, wyrzucającą granaty AG-2 na spadochronach, do odstraszania ścigających myśliwców.
Uzbrojenie bombowe mogły stanowić bomby o masie do 2500 kg (na małe odległości), jednak normalny ładunek, przenoszony wewnątrz, nie przekraczał 1000 kilogramów. W krótkiej, lecz wysokiej komorze bombowej w kadłubie mieściło się 10 bomb o masie do 100 kg, na dwóch zamkach Dier-21 (po pięć bomb poziomo piętrowo po obu stronach wzdłużnej przegrody). Dalsze trzy bomby, w tym większych wagomiarów, podwieszane były na trzech zamkach zewnętrznych pod kadłubem. Używanymi wagomiarami były 50 kg, 100 kg, 250 kg, 500 kg lub ich kombinacje. Na centralnym zamku pod kadłubem można było przenosić bomby o wagomiarze do 1000 kg. Maksymalny ładunek 2500 kg stanowiły np. bomby: 1×1000 kg, 2×250 kg i 10×100 kg. Stosowano również bomby kasetowe RRAB-3, przenoszące 197 podpocisków. Można było też stosować w komorze bombowej (od grudnia 1939) dwie kasety bombowe AK-2U, służące do przenoszenia 160 ampuł zapalających AŻ-2 każda, lub bomb małych wagomiarów (144×2,5 kg AO-2,5 lub 32×10 kg AO-10 lub 32×15 kg AO-15).
Samoloty morskie mogły przenosić na zewnątrz jedną torpedę kalibru 450 mm typu 45-36AN (do zrzutu z niskiego pułapu) albo 45-36AWA (do zrzutu z wysokiego pułapu) lub minę morską różnych typów (MAW-1, AMG-1, od 1941: denne miny MIRAB, od 1942: brytyjskie A Mk.I, IV i V). Niektóre samoloty lotnictwa morskiego dostosowano do przenoszenia 6 niekierowanych pocisków rakietowych RS-82 lub RS-132 pod skrzydłami.
Nieliczne samoloty lotnictwa morskiego od 1943 roku wyposażano w radar wykrywania celów nawodnych Gnejs-2M.